# Ga Tha Phra MRT
Ga Tha Phra (tiếng Thái: สถานีท่าพระ, RTGS: Sathani Tha Phra, phát âm [sā.tʰǎː.nīː tʰâː pʰráʔ]) là một ga trên Tuyến Xanh Dương, nằm tại giao lộ Tha Phra, Bangkok Yai, Băng Cốc.
Nhà ga mở cửa trong 2 giai đoạn. Giai đoạn đầu mở cửa ngày 29 tháng 7 năm 2019, bao gồm hành lang và tầng lửng tại giao lộ Hua Lamphong - Lak Song. Tầng trên cùng mở cửa ngày 23 tháng 12 năm 2019.

## Bố trí ga

### Tầng
- U3 Tầng trên cùng
- U2 Tầng lửng
- U1 Quầy bán vé và phòng chờ
- Đường đi Lối vào nhà ga

## Dịch vụ

### Tầng trên cùng
Ke ga 3, 4 phục vụ tuyến đến Charan 13 và Lak Song (thông qua Bang Sue)

### Tầng lửng
Ke ga 1 phục vụ tuyến đến Lak Song
Ke ga 2 phục vụ tuyến đến Itsaraphap và Tha Phra (thông qua Bang Sue)

## Hình ảnh

Biển báo ga Tha Phra
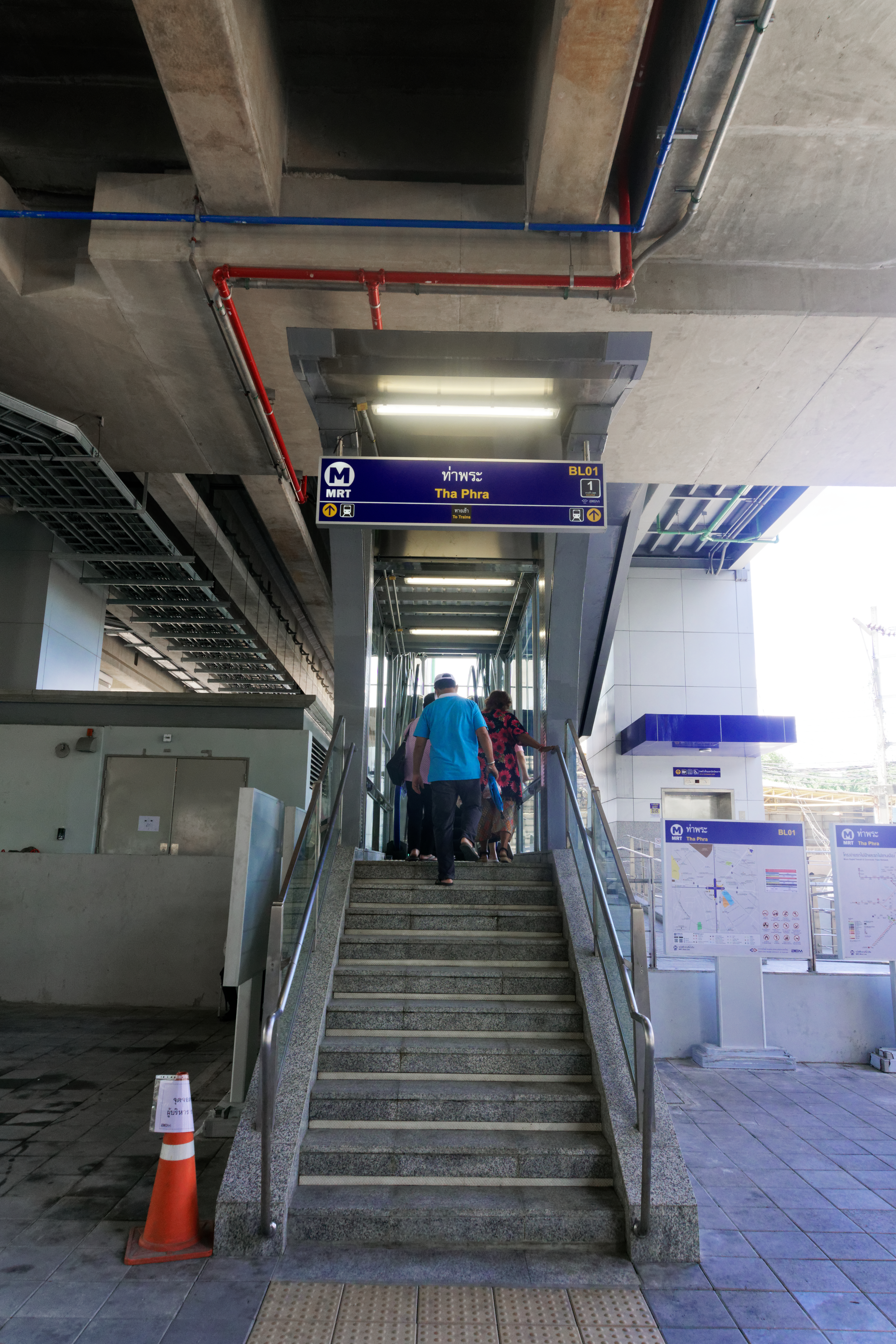
Ga Tha Phra: Lối vào 1
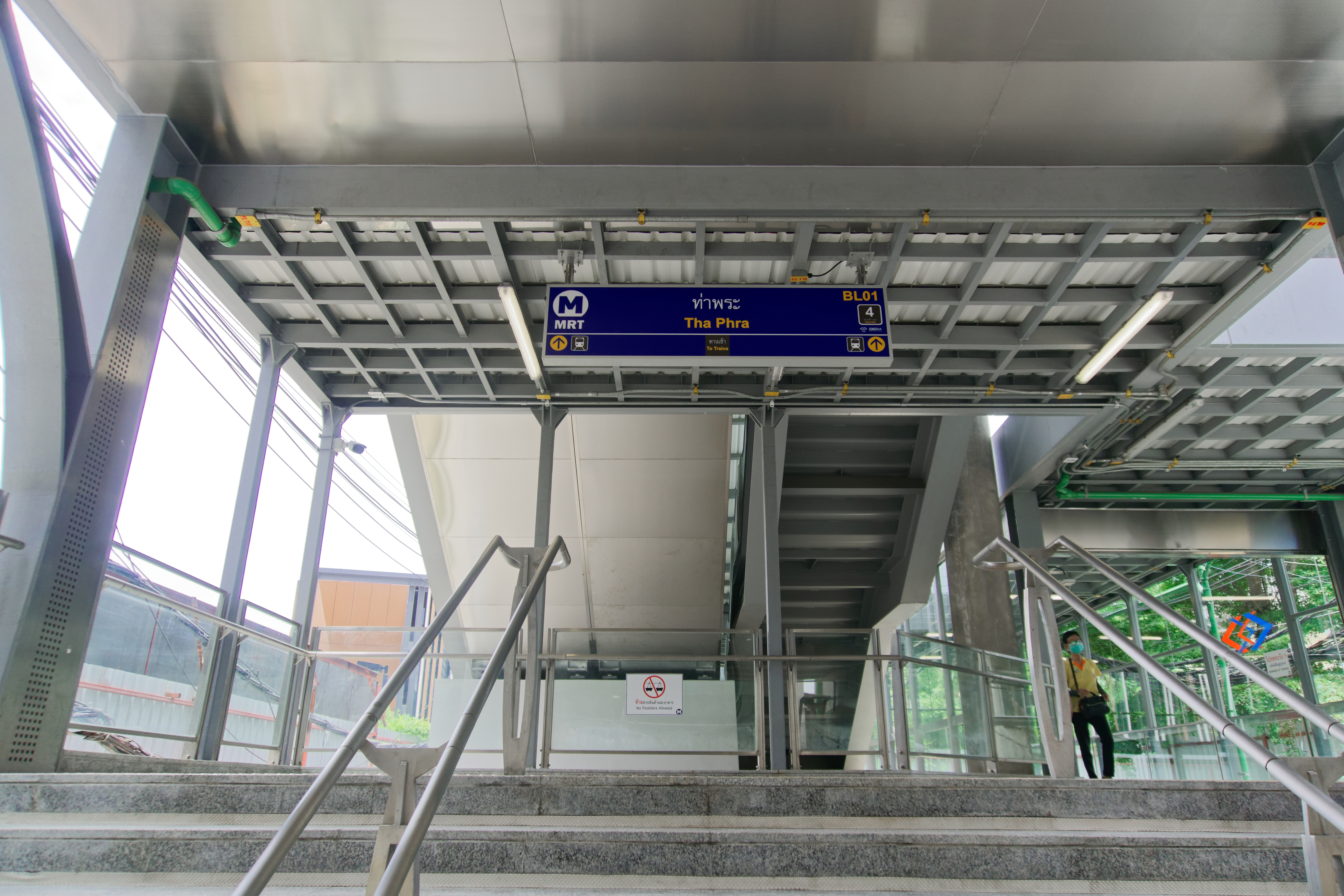
Ga Tha Phra: Lối vào 4
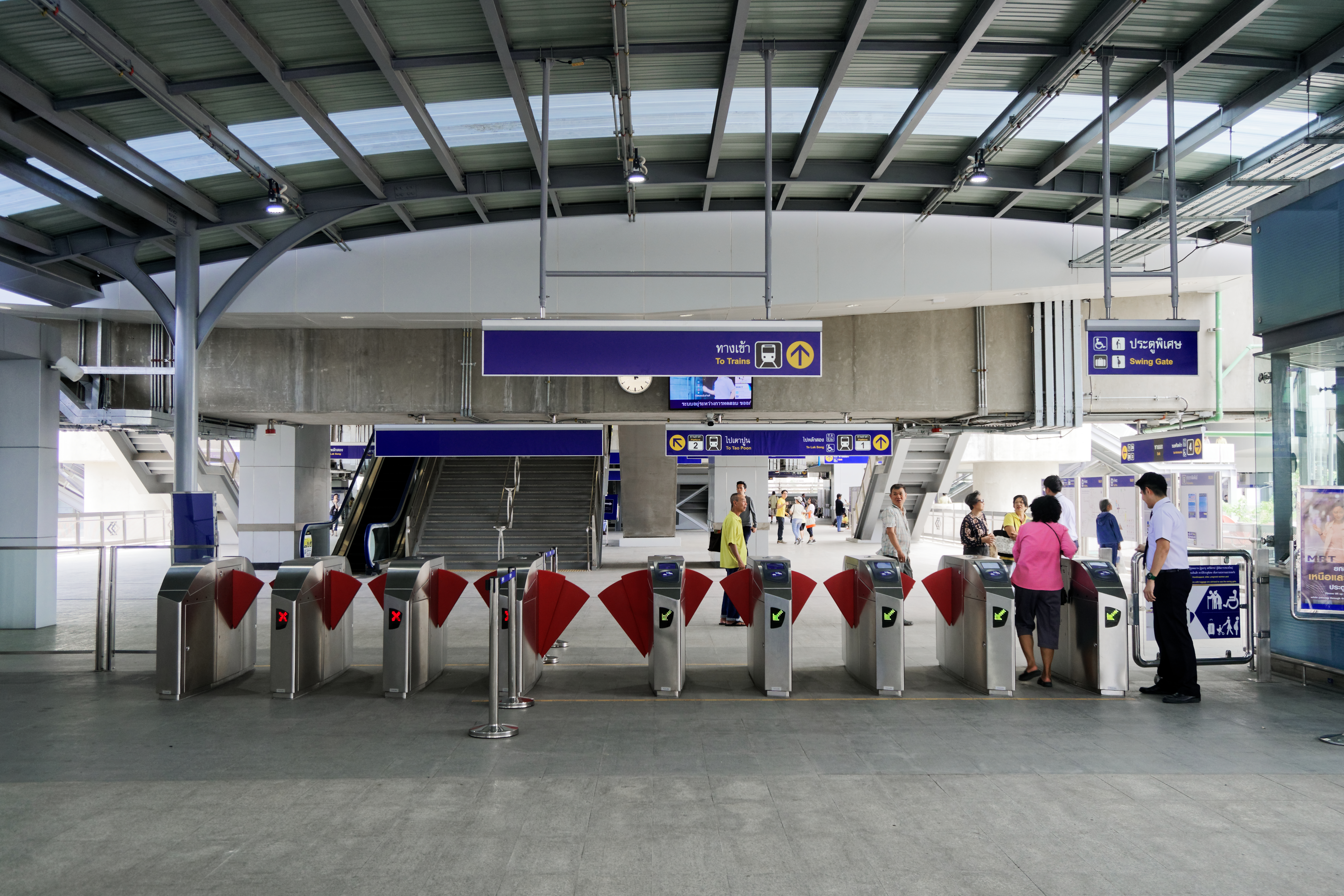
Quầy soát vé phía đường Charansanitwong
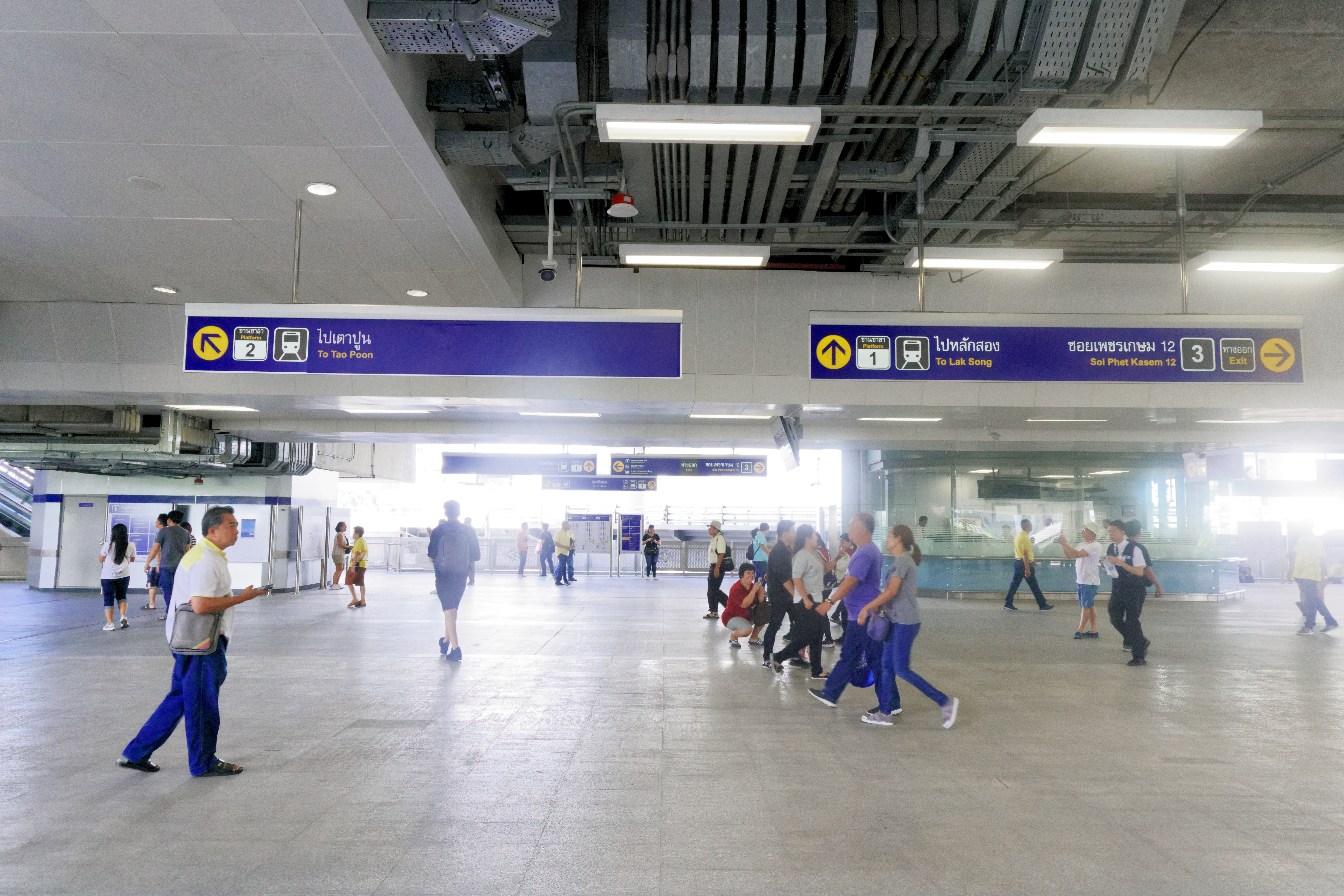
Phòng chờ ga

## Liên kết
- Progress of construction by month